# Europapokal der Pokalsieger 1983/84
Der Europapokal der Pokalsieger 1983/84 war die 24. Ausspielung des Wettbewerbs der europäischen Fußball-Pokalsieger. 33 Klubmannschaften aus 32 Ländern nahmen teil, darunter Titelverteidiger FC Aberdeen, 22 nationale Pokalsieger und 10 unterlegene Pokalfinalisten (NEC Nijmegen, Servette Genf, SSW Innsbruck, FC Porto, FC Valletta, Spartak Warna, Mersin İdmanyurdu SK, Enosis Neon Paralimni, Hammarby IF und Boldklubben 1901). Der rumänische Pokalsieger CS Universitatea Craiova spielte aufgrund verspäteter Meldung durch den rumänischen Fußballverband nicht im Europapokal der Pokalsieger, sondern als Zweiter der Divizia A im UEFA-Pokal 1983/84.
Aus Deutschland waren DFB-Pokalsieger 1. FC Köln, aus der DDR FDGB-Pokalsieger 1. FC Magdeburg, aus Österreich Cupfinalist SSW Innsbruck und aus der Schweiz Cupfinalist Servette Genf am Start.
Das Finale im St. Jakob-Stadion in Basel gewann Juventus Turin mit 2:1 gegen den FC Porto.
Torschützenkönige wurden Mark McGhee vom FC Aberdeen sowie Wiktor Hratschow und Serhij Morosow von Schachtjor Donezk mit jeweils 5 Toren.

## Modus
Die Teilnehmer spielten wie gehabt im reinen Pokalmodus mit Hin- und Rückspielen den Sieger aus. Gab es nach beiden Partien Torgleichstand, entschied die Anzahl der auswärts erzielten Tore (Auswärtstorregel). War auch deren Anzahl gleich fand im Rückspiel eine Verlängerung statt, in der auch die Auswärtstorregel galt. Herrschte nach Ende der Verlängerung immer noch Gleichstand, wurde ein Elfmeterschießen durchgeführt. Das Finale wurde in einem Spiel auf neutralem Platz entschieden. Bei unentschiedenem Spielstand nach Verlängerung wäre der Sieger ebenfalls in einem Elfmeterschießen ermittelt worden.

## Vorrunde
Das Hinspiel fand am 24. August, das Rückspiel am 31. August 1983 statt
|              | Gesamt |                 | Hinspiel | Rückspiel |
| ------------ | ------ | --------------- | -------- | --------- |
| Swansea City | 1:2    | 1. FC Magdeburg | 1:1      | 0:1       |

## 1. Runde
Die Hinspiele fanden am 14. September, die Rückspiele am 28. September 1983 statt.
|                       | Gesamt    |                           | Hinspiel | Rückspiel |
| --------------------- | --------- | ------------------------- | -------- | --------- |
| Juventus Turin        | 10:20     | Lechia Gdańsk             | 7:0      | 3:2       |
| ÍA Akranes            | 2:3       | FC Aberdeen               | 1:2      | 1:1       |
| SSW Innsbruck         | 2:7       | 1. FC Köln                | 1:0      | 1:7       |
| 1. FC Magdeburg       | 1:7       | FC Barcelona              | 1:5      | 0:2       |
| Enosis Neon Paralimni | 3:7       | KSK Beveren               | 2:4      | 1:3       |
| Dinamo Zagreb         | (a)2:2(a) | FC Porto                  | 2:1      | 0:1       |
| Mersin İdman Yurdu    | 0:1       | Spartak Warna             | 0:0      | 0:1       |
| Manchester United     | (a)3:3(a) | FK Dukla Prag             | 1:1      | 2:2       |
| Servette Genf         | 9:1       | FC Avenir Beggen          | 4:0      | 5:1       |
| NEC Nijmegen          | 2:1       | Brann Bergen              | 1:1      | 1:0       |
| FC Valletta           | 00:18     | Glasgow Rangers           | 0:8      | 00:10     |
| AEK Athen             | 3:4       | Újpesti Dózsa SC Budapest | 2:0      | 1:4       |
| Sligo Rovers          | 0:4       | Haka Valkeakoski          | 0:1      | 0:3       |
| B 1901 Nykøbing       | 3:9       | Schachtjor Donezk         | 1:5      | 2:4       |
| Hammarby IF           | 5:2       | KS 17. Nëntori Tirana     | 4:0      | 1:2       |
| Glentoran FC          | 2:4       | Paris Saint-Germain       | 1:2      | 1:2       |

## 2. Runde
Die Hinspiele fanden am 19. Oktober, die Rückspiele am 2. November 1983 statt.
|                           | Gesamt    |                   | Hinspiel | Rückspiel |
| ------------------------- | --------- | ----------------- | -------- | --------- |
| Paris Saint-Germain       | (a)2:2(a) | Juventus Turin    | 2:2      | 0:0       |
| Újpesti Dózsa SC Budapest | (a)5:5(a) | 1. FC Köln        | 3:1      | 2:4       |
| KSK Beveren               | 1:4       | FC Aberdeen       | 0:0      | 1:4       |
| Hammarby IF               | 2:3       | Haka Valkeakoski  | 1:1      | 1:2 n. V. |
| Schachtjor Donezk         | 3:1       | Servette Genf     | 1:0      | 2:1       |
| NEC Nijmegen              | 2:5       | FC Barcelona      | 2:3      | 0:2       |
| Glasgow Rangers           | (a)2:2(a) | FC Porto          | 2:1      | 0:1       |
| Spartak Warna             | 1:4       | Manchester United | 1:2      | 0:2       |

## Viertelfinale
Die Hinspiele fanden am 7. März, die Rückspiele am 21. März 1984 statt.
|                           | Gesamt |                   | Hinspiel | Rückspiel |
| ------------------------- | ------ | ----------------- | -------- | --------- |
| FC Barcelona              | 2:3    | Manchester United | 2:0      | 0:3       |
| Újpesti Dózsa SC Budapest | 2:3    | FC Aberdeen       | 2:0      | 0:3       |
| Haka Valkeakoski          | 0:2    | Juventus Turin    | 10:1 1   | 0:1       |
| FC Porto                  | 4:3    | Schachtjor Donezk | 3:2      | 1:1       |

## Halbfinale
Die Hinspiele fanden am 11. April, die Rückspiele am 25. April 1984 statt.
|                   | Gesamt |                | Hinspiel | Rückspiel |
| ----------------- | ------ | -------------- | -------- | --------- |
| Manchester United | 2:3    | Juventus Turin | 1:1      | 1:2       |
| FC Porto          | 2:0    | FC Aberdeen    | 1:0      | 1:0       |

## Finale
| Juventus Turin                            | Juventus Turin | FC Porto | FC Porto |
| ----------------------------------------- | --- | --- | -------- |
| Juventus Turin                            | \| 16. Mai 1984 in Basel (St. Jakob-Stadion) \| \| Ergebnis: 2:1 (2:1) \| \| Zuschauer: 55.000 \| \| Schiedsrichter: Adolf Prokop ( DDR) \|                                                                                                | \| 16. Mai 1984 in Basel (St. Jakob-Stadion) \| \| Ergebnis: 2:1 (2:1) \| \| Zuschauer: 55.000 \| \| Schiedsrichter: Adolf Prokop ( DDR) \|                                                                            | FC Porto |
| Juventus Turin                            | Stefano Tacconi – Claudio Gentile, Gaetano Scirea , Sergio Brio, Antonio Cabrini – Massimo Bonini, Marco Tardelli, Michel Platini, Beniamino Vignola (89. Nicola Caricola) – Paolo Rossi, Zbigniew Boniek Cheftrainer: Giovanni Trapattoni | Zé Beto – João Pinto , António Lima Pereira, Eurico, Eduardo Luís (83. José Costa) – Jaime Magalhães (65. Mickey Walsh), Frasco, Jaime Pacheco, António Sousa – Fernando Gomes, Vermelinho Cheftrainer: António Morais | FC Porto |
| Juventus Turin                            | 1:0 Beniamino Vignola (13.) 2:1 Zbigniew Boniek (41.) | 1:1 António Sousa (29.) | FC Porto |
| Juventus Turin                            | Michel Platini | Fernando Gomes, Eduardo Luís, António Lima Pereira | FC Porto |
| 16. Mai 1984 in Basel (St. Jakob-Stadion) | | |          |
| Ergebnis: 2:1 (2:1)                       | | |          |
| Zuschauer: 55.000                         | | |          |
| Schiedsrichter: Adolf Prokop ( DDR)       | | |          |